# 九州職業能力開発大学校
九州職業能力開発大学校（きゅうしゅうしょくぎょうのうりょくかいはつだいがっこう）は、福岡県北九州市小倉南区にある職業能力開発大学校。厚生労働省所管の独立行政法人高齢・障害・求職者雇用支援機構が設置・運営する。
九州ポリテクカレッジ（KPC)の愛称でも呼ばれる。

## 概要
専門課程4科、応用課程4科の学科が設置されており、各課程は2年間である。

## 沿革
- 1987年（昭和62年）- 小倉総合高等職業訓練校が転換され、北九州職業訓練短期大学校となる
- 1993年（平成5年）- 北九州職業能力開発短期大学校と改称
- 1999年（平成11年）- 応用課程が新設され、九州職業能力開発大学校となる

## 訓練科

### 専門課程
機械システム系
- 生産技術科

電気・電子システム系
- 電気エネルギー制御科（平成24年度新設）

電子情報制御システム系
- 電子情報技術科

居住システム系
- 建築科

（注）平成21年度より入学金169,200円が必要。

### 応用課程
生産システム技術系
- 生産機械システム技術科
- 生産電子システム技術科
- 生産情報システム技術科
- ※生産電子情報システム技術科新設予定

居住・建築システム技術系
- 建築施工システム技術科

（注）平成21年度より入学金112,800円が必要。

## 学生寮
遠隔地からこの大学校に入校を希望する学生のために、大学校の敷地内に学生寮が設けられている。県外からの学生が中心である。
基本的に個室であり、1人につき1室が与えられる。食堂があり、GW、夏休み等を除いて3食が出される。
月額は約20,000円で、これには光熱費、使用料が含まれている。食事は月20,000円程度
門限は22時である。

## 在職者訓練
2009年4月現在、在職者訓練として、ものづくり分野の能力開発セミナー（高度職業訓練の専門短期課程）を実施している。

## 過去に設置されていた施設

### 起業・新分野展開支援スポット
愛称は、九州創業サポートスポットである。新たな分野への技術進出を検討中の企業や独立して創業、起業を考える人を対象に、必要な総合的な相談を実施していたが、2010年（平成22年）3月31日で業務終了となった。